# Франсуаза де Блуа-Шатильон
Франсуа́за де Блуа́-Шатильо́н (фр. Francoise de Blois-Chatillon, Françoise de Blois-Châtillon, Françoise de Bretagne, Françoise de Blois; (род. около 1452,  — ум. 1481. Согласно некоторым источникам — после 1488) — сеньора д’Альбре, графиня Перигора и виконтесса Лиможа, дама д’Авен, Ле-Нувьон-ан-Тьераш, де Шалю, де Новьен, де Лондреси с 1455.
Франсуаза была дочерью Гильома IV де Блуа-Шатильона и Изабеллы де Ла Тур д’Овернь. После смерти отца ей перешли графство Перигор и виконтство Лимож.
20 января 1462 Франсуаза была помолвлена с Аленом д’Альбре (1440—1522), сеньором д’Альбре, виконтом де Тарта, графом де Гор и де Кастр, сыном Екатерины де Роган и Жана I д’Альбре. Замужество состоялось в 1470 году.

## Дети
- Жан II д’Альбре (1469 — 14 июня 1516, Ласкар), король Наварры;
- Луиза (ум. 21 августа 1531) — виконтесса Лиможа, дама д’Авен и де Ландреси. Муж (9.12.1495): Шарль I де Крой, принц де Шиме (1455—1527)
- Изабель (?) — муж с 1494, Гастон II де Фуа-Кандаль (1448—1500), капталь де Бюш, граф де Кандаль и де Бенож, виконт де Кастийон, барон де Доази.
- Шарлотта (1480 — 11 марта 1514) — герцогиня Валентинуа, дама де Шалюс; муж — с 1499 Чезаре Борджа, герцог Урбино и Валантинуа, граф де Диуа, герцог валансский и романьольский, принц Андрии и Венафра, граф дийосский, правитель Пьомбино, Камерино и Урбино, гонфалоньер и генерал-капитан Святой церкви.

В 1480 г. Франсуаза и её муж продали графство Бурдейль барону Франсуа де Бурдейлю.
Завещание Франсуазы датировано 1481 годом, и точная дата её смерти не известна, ориентировочно указываются и 1481 и 1489 годы.